# Segueró
Segueró és un dels quatre pobles que conformen el municipi de Beuda, a l'Alta Garrotxa. El poble està situat a la part nord-oriental del terme municipal, al vessant meridional de la muntanya del Mont, a la capçalera de la Riera de Segueró. Limita al sud amb Maià (anomenat actualment Maià de Montcal), a l'est amb l'antic terme del poble de Beuda, i al nord i a l'oest amb el municipi de Cabanelles (termes dels pobles de Vilademires i de Sant Martí Sesserres.

## Història
Aquest poble va ser incorporat al municipi de Beuda el 1846, juntament amb Lligordà i Palera, fruit de la política de reducció de municipis amb poca població.
Es un nucli de caràcter disseminat, centrat per l'església de Santa Maria de Segueró, romànica i d'una nau que probablement es va edificar el segle xi. Durant el segle xv va ser convertida en fortalesa. El veïnat s'esmenta el 1016 en una donació de Bernat Tallaferro al monestir de Santa Maria de Besalú, concretament d'un mas situat in sancta Maria de Segarone. Celebra la seva festa major el 15 d'agost.

## Masies
També dins d'aquest veïnat, a prop de l'església de Santa Maria, s'hi troba la masia del Noguer de Segueró, una de les més importants de la Garrotxa. La genealogia dels Noguer és coneguda des del 1203 i el cognom es va mantenir fins al segle xix, quan la casa va passar als Olives de Lledó i als Vayreda d'Olot. La fama de riquesa i opulència de la masia es reflecteix en els coneguts versos: Si voleu saber qui són els més rics d'aquesta terra, són el Vilar de Sant Boi, el Noguer de Segueró i l'Espona de Saderra.
A part d'aquesta important masia, a Segueró hi ha diverses cases de pagès rellevants:
- Falgars
- Can Campmol
- Mas Salvanera
- Ca n'Alzina
- Castell de Segueró

El nucli central de Segueró està format per vàries cases: Can Noguer, La Rectoria, Can Teixidó, Can Felicià, El Castell, Can Campmol i Can Xicot. A més, és clar, de l'església de Santa Maria.
A Can Felicià hi va funcionar una escola promoguda per la família del Noguer de Segueró, que va funcionar fins a mitjans de Segle XX.

## Castells
Un important element històric del terme de Segueró és la torre d'origen romà, ubicada als contraforts de llevant de la muntanya del Mont, anomenada Castell de Falgars o Castellot de Falgars.